# 服部鉦太郎
服部 鉦太郎（はっとり しょうたろう、1910年〈明治43年〉 - 1998年〈平成10年〉1月11日）は、愛知県名古屋市出身の公務員、図書館員、郷土史家。

## 経歴
1910年（明治43年）、愛知県名古屋市中区呉服町2丁目（現・丸の内3丁目）に生まれた。
16歳だった1926年（大正15年）に名古屋市職員となり、1942年（昭和17年）まで15年間に渡って市立名古屋図書館に勤務した。この間の1938年（昭和13年）には中京法律専門学校を卒業した。戦後には名古屋市役所で人事課教養係長、社会教育課文化係長を務め、1960年（昭和35年）には新たに開館した名古屋市熱田図書館の初代館長に就任した。
熱田図書館長時代の1962年（昭和37年）に司書資格を取得し、1963年（昭和38年）には名古屋市郷土文化会の理事に就任した。1965年（昭和40年）に名古屋市役所を定年退職し、1968年（昭和43年）まで名古屋城振興協会、1976年（昭和51年）まで名古屋市文化財調査員として勤務した。代表的な著作として『明治の名古屋 世相編年事典』（1968年）があるが、写真や図版を多用した点で当時としては画期的な郷土資料だったとされる。1976年（昭和51年）には名古屋市文化財調査員を退職した。
1998年（平成10年）1月11日に死去した。

## 著書
- 服部鉦太郎 編著『名古屋地名年表 町名の歴史』日光堂書店、1956年
- 吉田富夫、服部鉦太郎 著『名古屋に街が伸びるまで』泰文堂、1964年
- 服部鉦太郎 著『明治の名古屋 世相編年事典』泰文堂、1968年
- 服部鉦太郎 著『大新板尾張名所飛廻雙六』服部鉦太郎、1971年
- 服部鉦太郎 著『明治・名古屋の顔』六法出版社、1973年
- 服部鉦太郎 著『明治・名古屋の事物談 写真図説』泰文堂、1978年
- 服部鉦太郎 著『大正の名古屋 世相編年事典 写真図説』泰文堂、1980年
- 服部鉦太郎 編著『巷説名古屋城綺伝 金鯱異聞・尾張藩重臣層屋敷小路三之丸写生絵図』名古屋城振興協会、1982年
- 服部鉦太郎 著『名古屋再発見 歴史写真集』中日新聞本社、1984年
- 服部鉦太郎 編著『史伝名古屋城旧聞録 茶人・庭匠・焼亡の障壁画・武芸者』名古屋城振興協会、1987年
- 服部鉦太郎 著『特別史蹟名古屋城いまむかし 写真に見る名古屋城』名古屋城振興協会、1995年